# المكاشفي طه الكباشي
 قاض سوداني وقانوني اشتهر بدوره في محاكم العدالة الناجزة ابان عهد النميري في السودان وبدوره في صياغة وتنفيذ قوانين الشريعة الإسلامية (قوانين سبتمبر 1983) وإعدام محمود محمد طه.
- ولد بقرية الكباشي ريفي الخرطوم عام 1947.
- تخرج في جامعة الخرطوم كلية القانون قسم الشريعة الإسلامية 1971
- نال الماجستير منها في الفقه المقارن في 1975.
- نال الدكتوراه في الفقه المقارن من كلية الشريعة والدراسات الإسلامية بجامعة أم القرى بمكة المكرمة عام 1981.
- عمل مستشاراً بوزارة الشئون الدينية والأوقاف 1971 - 1974.
- عمل قاضياً شرعياً بالسودان من 1974 - 1979.
- عمل استاذاً للشريعة بجامعة ام درمان الإسلامية 1979-.
- رئيس قسم الفقه الإسلامي بكلية الشريعة والعلوم الاجتماعية بجامعة أم درمان الإسلامية 1981- 1984.
- عضو هيئة الإفتاء الشرعي بالنائب العام 1983
- عضو لجنة " مراجعة القوانين لتتماشى مع الشريعة الإسلامية 1983 - 1984.
- قاضي بالمحكمة العليا ورئيس محكمة الإستئناف الجنائية بالخرطوم عام 1984.
- رأس الجهاز القضائي بالخرطوم 1984 - 1985.
- أستاذ الشريعة الإسلامية المساعد بجامعة الملك سعود.